# Kreuzau
Kreuzau este o comună din landul Renania de Nord-Westfalia, Germania.
1. ↑   https://www.kreuzau.de/rathaus/bm_stellv.php, accesat în 24 aprilie 2020 Lipsește sau este vid: |title= (ajutor)
2. ↑  Alle politisch selbständigen Gemeinden mit ausgewählten Merkmalen am 31.12.2018 (4. Quartal) (în germană), Statistisches Bundesamt[*], arhivat din original la 10 martie 2019, accesat în 10 martie 2019